# Jassidophaga speciosa
Jassidophaga speciosa är en tvåvingeart som först beskrevs av Kuznetzov 1993.  Jassidophaga speciosa ingår i släktet Jassidophaga och familjen ögonflugor. Inga underarter finns listade i Catalogue of Life.